# Büron
Büron (Aussprache in lokaler Mundart [ˈbyːrə]) ist eine politische Gemeinde im Wahlkreis Sursee des Kantons Luzern in der Schweiz.

## Geographie
Die Gemeinde liegt ca. 6 km vom Amtshauptort Sursee entfernt im Suhrental zwischen der Suhre und dem Gibelgrat (693 m ü. M.). Die Suhre bildet die Westgrenze der Gemeinde. Durch das Dorf fliesst der Weiherbach, der westlich des Dorfs von rechts in die Suhre einmündet. Der Westhang des Gibelgrats am Hang östlich des Dorfs ist stark bewaldet. Neben dem Dorf gibt es zahlreiche Häusergruppen und Einzelgehöfte. Die grössten sind Triengeracher (515 m ü. M.; 1 km nördlich des Dorfs) an der Strasse nach Triengen, Chrüzacher (630 m ü. M.;1 km nordöstlich des Dorfs) und Spiessmatt (590 m ü. M.; am Hang östlich des Dorfs). Ausser dem Gibelwald ist das ganze Gemeindegebiet gerodet. Vom Gemeindeareal von 539 ha werden 63,1 % landwirtschaftlich genutzt. Der Gibelwald bedeckt 16,8 % der Fläche, und 19,0 % sind Siedlungsgebiet (Stand 2015/16).
Büron grenzt an Geuensee, Knutwil, Schlierbach und Triengen.

## Bevölkerung
| Bevölkerungsentwicklung | Bevölkerungsentwicklung |
| Jahr                    | Einwohner               |
| ----------------------- | ----------------------- |
| 1631                    | 632                     |
| 1745                    | 838                     |
| 1798                    | 1128                    |
| 1850                    | 1157                    |
| 1888                    | 875                     |
| 1920                    | 975                     |
| 1950                    | 1063                    |
| 1960                    | 1196                    |
| 1980                    | 1439                    |
| 1990                    | 1661                    |
| 2000                    | 1895                    |
| 2005                    | 1927                    |
| 2010                    | 2193                    |
| 2020                    | 2687                    |
| 2022                    | 2765                    |
| 2023                    | 2783                    |

Bis 1798 wuchs die Zahl der Einwohner. Sie blieb in der ersten Hälfte des 19. Jahrhunderts stabil und sank dann infolge Abwanderung bis 1888 stark (1850–1888: − 24,4 %). Danach gab es bis 1950 nur ein mässiges Wachstum (1888–1950: + 21,5 %). In den 1960er-Jahren und seit 1980 steigerte sich dann das Bevölkerungswachstum (1950–2000: + 78,3 %). 

### Sprachen
Die Bevölkerung spricht als Alltagssprache eine hochalemannische Mundart. Bei der letzten Volkszählung im Jahr 2000 gaben 85,01 % Deutsch, 4,27 % Albanisch und 3,38 % Serbokroatisch als Hauptsprache an.

### Religionen – Konfessionen

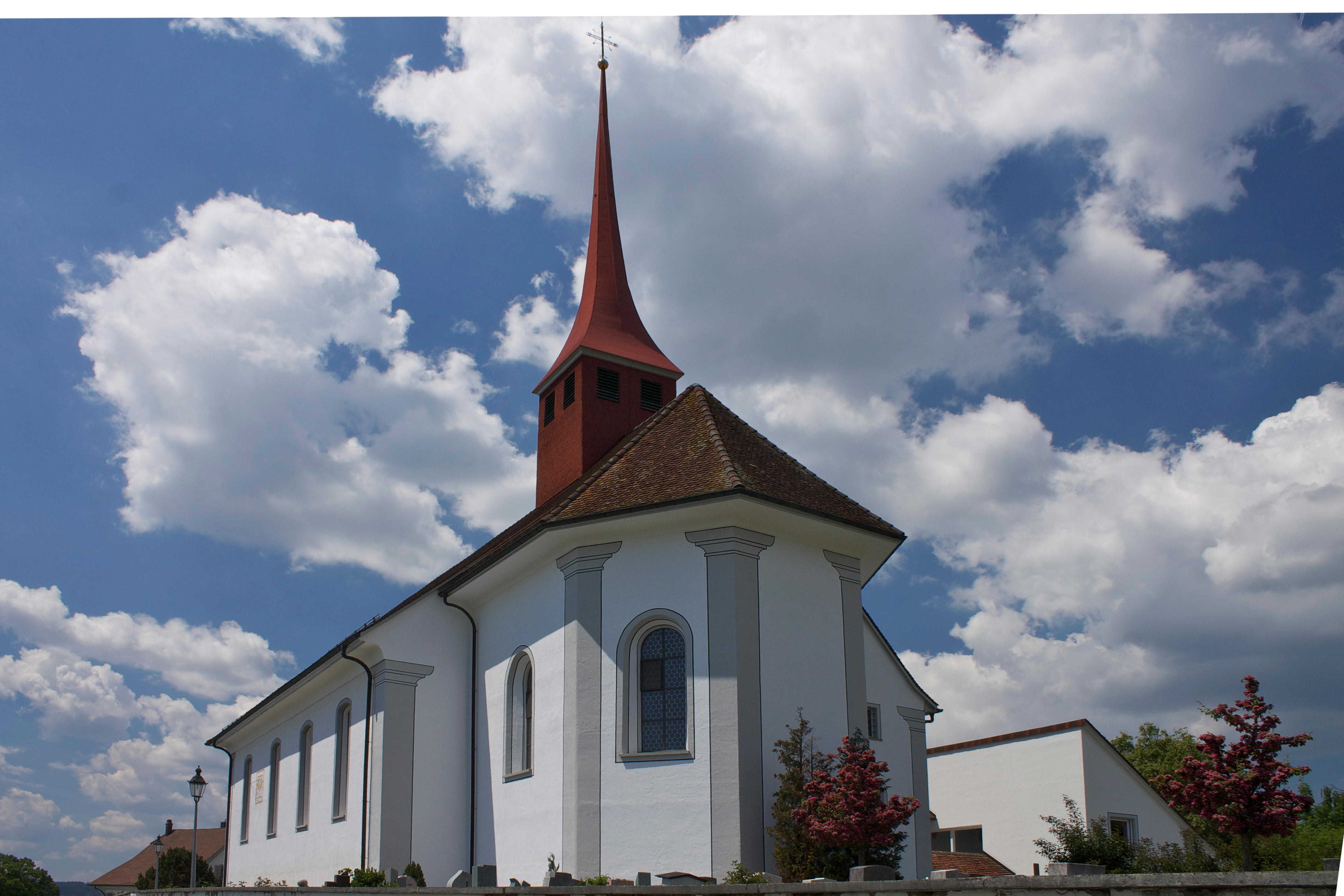
Die Katholische Kirche St. Gallus in Büron

Früher waren alle Bewohner Mitglieder der römisch-katholischen Kirche. Durch Kirchenaustritte und Zuwanderung aus anderen Regionen der Schweiz und dem Ausland hat sich dies geändert. Heute sieht die Situation so aus: Es gibt 73,67 % römisch-katholische, 9,13 % evangelisch-reformierte und 2,48 % orthodoxe Christen. Dazu kommen 6,75 % Muslime und 4,06 % Konfessionslose. Die grosse Mehrheit der Muslime sind Albaner aus Kosovo und Mazedonien; eine kleine Minderheit Türken und Kurden (Stand 2000).

### Herkunft – Nationalität
Ende 2022 waren von den 2714 Einwohnern 1988 Schweizer und 726 (= 26,8 %) Ausländer. Die Einwohnerschaft bestand aus 73,2 % Schweizer Staatsbürgern. Ende 2022 stammten die ausländischen Einwohner aus dem Kosovo (169 Personen), Deutschland (90), Italien (77), Portugal (56), Nordmazedonien (53), Serbien (47), Kroatien (21), der Türkei (17), Bosnien und Herzegowina (15) und Spanien (13). 123 Personen stammten aus dem übrigen Europa, und 45 waren aussereuropäischer Herkunft.

## Geschichte

Luftbild (1954)

Das Gebiet war schon früh besiedelt. Dies bezeugt ein Grabhügel im Gibelwald aus der Hallstattzeit. Auch wurden Überreste einer keltischen Siedlung gefunden. 1942 wurden im Gebiet Muracher westlich des Dorfs die Reste einer Römischen Villa und Pflugbestandteile aus dieser Zeit ausgegraben.
In einer Stiftungsurkunde ans Kloster Einsiedeln aus dem Jahr 1130 wird als Zeuge ein Kuno von Büron (Chono von Burron) aufgeführt. Dies ist die erste historische Erwähnung. Wohl im 12. Jahrhundert wurde die Burg erbaut. Diese war Stammsitz der Freiherren von Büron, deren Hauptlinie sich später Freiherren von Aarburg nannte. Im Jahr 1260 schenkte Ulrich von Aarburg seinen gesamten Besitz in Büron dem Chorherrenstift Beromünster – und erhielt ihn von diesem als Erblehen zurück. 1455 verkaufte Hemmann von Rüssegg, der Gatte der letzten Frau aus dem Haus von Aarburg, die Gemeinde an die Stadt Luzern. Bis 1798 gehörte Büron zur Landvogtei Büron-Triengen, danach bis 1803 zum Distrikt Sursee. Seither ist es Teil des damals neu geschaffenen Amts Sursee.

## Politik

### Gemeinderat
Der Gemeinderat Büron besteht aus fünf Mitgliedern und ist wie folgt aufgestellt:
- Sven Casafina (FDP): Gemeindepräsident: Politik, Sicherheit und Recht
- Giovanni De Rosa (FDP): Bildung, Kultur und Freizeit
- Susanne Schillimat (Die Mitte): Verkehr, Entsorgung, Bau, Umwelt und Wirtschaft
- Matthias Müller (Die Mitte): Gesundheit und Soziales
- Christian Steiger (Die Mitte): Finanzen und Immobilien

### Kantonsratswahlen
Bei den Kantonsratswahlen 2023 des Kantons Luzern betrugen die Wähleranteile in Büron: SVP 25,63 %, FDP 24,73 %, Mitte (mit GenMitte) 24,42 %, Grüne (mit JG und GrüneKuG) 9,81 %, SP (mit JUSO) 9,47 % und glp 5,94 %.

### Nationalratswahlen
Bei den Schweizer Parlamentswahlen 2023 betrugen die Wähleranteile in Büron: SVP 34,8 %, Mitte 25,9 %, FDP 18,6 %, SP 7,8 %, GPS 5,5 %, glp 4,9 %, Sonstige 2,5 %.

## Verkehr

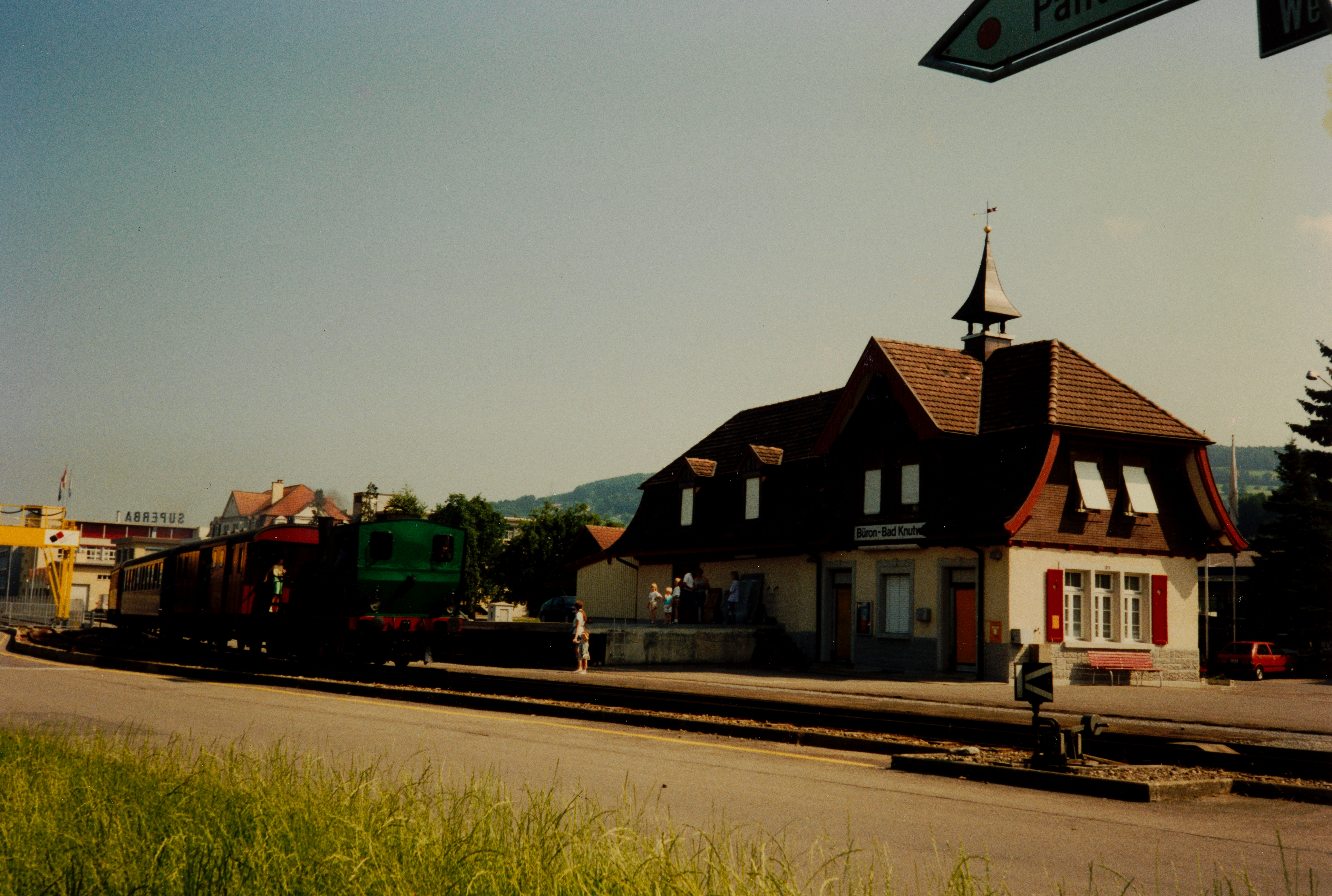
Büron-Bad Knutwil, Station der Sursee-Triengen-Bahn (1993)

Büron ist durch die Postautolinie Sursee–Schöftland ans Netz des öffentlichen Verkehrs angeschlossen. Sursee ist ein Schnellzugshalt an den Linien Luzern–Olten–Basel und Luzern–Bern; Schöftland Endpunkt der Wynental-Suhrental-Bahn (WSB).
Die Gemeinde liegt an der Hauptstrasse Luzern(–Sursee–Schöftland)–Aarau. Die nächstgelegenen Autobahnanschlüsse sind Sursee an der A2 in 5 km und Aarau-West an der A1 in 16 km Entfernung.

## Persönlichkeiten
- Josef Albisser (1868–1943), Jurist und Parteipräsident (SP)
- Joseph Wyss (1868–1956), Automobilunternehmer